# Pylos (Griekenland)
Pylos (Grieks: Πύλος) is een deelgemeente (dimotiki enotita) van de fusiegemeente (dimos) Pylos-Nestoras, in de Griekse bestuurlijke regio (periferia) Peloponnesos.
Pylos (Italiaans: Navarino), soms Pilos, is een kuststadje aan de westkust van de Peloponnesos. Het is op een heuvel gebouwd aan de zuidkust aan de Baai van Pylos (of Baai van Navarino). Het eiland Sfaktiria ligt voor deze baai.
De huidige stad Pylos heette in de Middeleeuwen Navaríno, een verbastering van de Griekse woorden "των Αβαρίνων" ("ton Avarínon"), wat "van de Avaren" betekent, een herinnering aan de Avaren die dit gebied in de 6e eeuw binnenvielen. Het "Neokastro" ("Nieuw Fort) aan het zuideinde van de baai is in 1573 gebouwd door de Turken, en was tussen 1686 en 1715 in Venetiaanse handen. In de baai van Navarino vond op 20 oktober 1827 als onderdeel van de Griekse Onafhankelijkheidsoorlog tussen een Frans-Engels-Russische vloot en de Turkse-Egyptische vloot de Slag van Navarino plaats, die zorgde voor het einde van de Turkse overheersing in Griekenland.
Bezienswaardig zijn de vrij goed bewaarde ruïnes van een Myceense burcht uit bronstijd, het zogenaamde paleis van koning Nestor. Verdere toeristische attracties zijn de haven, de boulevard en het panorama op Pylos. Verder liggen er witte huisjes met rode daken.
Pylos is ook bekend van een veldslag in de Peloponnesische Oorlog tussen Sparta en Athene. De plaats van het vroegere Pylos ligt waarschijnlijk op de rotsachtige gronden ten noorden van de Baai van Pylos. De plaats heet tegenwoordig Koriphasia. Ze is beschreven door de historicus Thucydides die beschrijft hoe de Atheense diplomaat Cleon een expeditie naar de plek stuurt om die te veroveren. De Atheners wisten een aantal Spartaanse krijgers op het eiland Sphacteria te isoleren. De Spartanen wilden hun gevangen landgenoten terug en het kwam tot een gevecht, waarin de Atheners de overwinning behaalden.